# Pseudomyrmex tachigaliae
Pseudomyrmex tachigaliae es una especie de hormiga del género Pseudomyrmex, subfamilia Pseudomyrmecinae. Esta especie fue descrita científicamente por Forel en 1904.

## Distribución
Se encuentra en Brasil y Perú.